# Židovský hřbitov v Byšicích
Židovský hřbitov leží v centru Byšic ve Hřbitovní ulici severně od obecního úřadu. Založený byl roku 1607.
Pozemek byl zakoupen jedním z místních Židů, jménem David, za 4 kopy grošů za účelem získání pohřebiště pro jeho rodinu, a během 18. století byl dvakrát rozšířen. Vstup se nachází v severozápadní části areálu, na jihu hřbitova lze nalézt asi nejstarší čitelný náhrobní kámen pocházející z roku 1723.. Počty dochovaných náhrobků se v dostupných pramenech liší: pohybují se od 197 do tří set. Pohřby se zde konaly do 2. světové války, potom byla stržena márnice. Rekonstrukce, při níž byly odstraněny náletové dřeviny a následky užívání plochy hřbitova coby skládky, proběhla až v 90. letech 20. století. Zároveň byla také obnovena ohradní zeď a instalována kovaná brána s motivem Davidovy hvězdy.